# Сафрониди, Николай Афанасьевич
Никола́й Афана́сьевич Сафрони́ди (10 сентября 1983, Орджоникидзе) — российский футболист, полузащитник; тренер.

## Карьера
Начал заниматься футболом в 7 лет. С 1992 по 1999 год занимался в системе «Автодора». В 2000 году числился в первой команде, но не провёл ни одного матча. С 2001 по 2004 год выступал за дублирующий состав «Алании» в турнире дублёров клубов Премьер-лиги. За четыре сезона там провёл 48 матчей и забил 1 мяч. В 2001—2002 годах также сыграл 39 матчей (забив в них 10 голов) за любительскую команду «Алания»-2 в Первенстве КФК.
В 2004 году перешёл в клуб второго дивизиона «Машук-КМВ». В составе этой команды вышел в первый дивизион. В 2008 году перешёл в хабаровскую «СКА-Энергию», где выступал два сезона.
В 2010 году пополнил состав «Урала». Вскоре стал одним из её лидеров. В своём первом сезоне провёл 33 матча и стал лучшим в команде по системе «гол + пас». Во втором сезоне за 31 матч забил три гола и отдал пять голевых передач. В сезоне 2012/13 помог «Уралу» выйти в премьер-лигу. В премьер-лиге дебютировал 17 июля 2013 года в матче против ЦСКА. 24 января 2014 года расторг контракт с «Уралом» по обоюдному согласию сторон. 28 января заключил соглашение на 2,5 года с клубом «Уфа».
13 мая 2018 года провёл последний матч за «Уфу», выйдя на замену на 84-й минуте в матче заключительного 30-го тура против «Тосно».
Летом 2018 года вошёл в тренерский штаб «Уфы».
Назначен исполняющим обязанности главного тренера «Уфы» перед матчем 1/4 финала Кубка России с грозненским «Ахматом».

## Личная жизнь
Отец — Афанасий Сафрониди, также футболист, сыграл более 250 матчей за «Спартак» из Орджоникидзе в первой лиге СССР.
Николай Сафрониди по отцу грек, а по матери — армянин.

## Достижения
«Урал»
- Победитель ФНЛ: 2012/13
- Обладатель Кубка ФНЛ (2): 2012, 2013

## Стиль игры
Наиболее сильной стороной были стандартные положения.